# 전러시아의 주권자
전러시아의 주권자(러시아어: Государь всея Руси), 또는 전러시아의 주권자 및 대공(러시아어: Государь и Великий Князь всея Руси)은 모스크바 대공들이 사용한 칭호였다. 이 칭호는 나중에 주권자, 차르, 그리고 대공으로 변경되었다.

## 역사
드미트리 셰먀카는 1446년에 주권자라는 칭호를 사용하여 그 칭호와 함께 주화를 발행했다. 그의 형제 바실리 2세가 모스크바로 돌아와 대공으로 복위한 후, 그는 주권자라는 칭호를 채택하고 그 칭호와 함께 주화를 발행하기 시작했다.
모스크바 대공 이반 3세는 소피아 팔레올로기나와 결혼한 후 주권자의 칭호를 받아 리투아니아의 지배하에 있던 모든 키예프 루스 영토에 상속권을 주장했다. 그의 전체 칭호는 "하느님의 은총을 받으시는 이반, 전러시아의 주권자이자 블라디미르, 모스크바, 노브고로드, 프스코프, 트베르, 유고르스크, 페름, 불가르 등의 대공."이었다. 외교 서신에서 그의 칭호인 고스포다르 베시아 루시는 라틴어로 도미누스 토티우스 루시아에로 번역되었다.
그의 치세 동안 러시아 공국들이 통일되고 러시아에서 “몽골의 멍에”가 끝나면서 모스크바 대공이 전러시아의 통치자로서 제국의 역할을 수행한다는 인식이 형성되었다. 이반 3세는 특히 콘스탄티노플에 더 이상 차르가 없었기 때문에 외국과의 서신에서도 차르라는 칭호를 사용했다. 이반은 손자 드미트리에게 처음으로 모노마흐의 관을 수여해 대공으로 즉위시켰는데, 이 관은 모스크바가 동로마 제국의 후계자라는 주장을 강화하는 레갈리아로 사용되었지만 드미트리는 공위에 오르지 못했다.